# فرودگاه باد لانگن‌زاسا
فرودگاه باد لانگن‌زاسا (به انگلیسی: Bad Langensalza Airport) یک فرودگاه غیرنظامی است که یک باند فرود چمن دارد و طول باند آن ۶۰۶ متر است. این فرودگاه در شهر باد لانگن‌زاسا کشور آلمان قرار دارد و در ارتفاع ۲۹۹ متری از سطح دریا واقع شده‌است.